# Хашим-Оїк
Хашим-Оїк (рос. Хашим-Ойык) — карстова печера в Туркменістані, на гірському хребті Кугітангтау, південному продовженні Байсунтау, гірської системи Паміро-Алай. Печера комплексного (горизонтально-вертикального) типу простягання. Загальна протяжність — 6100 м. Глибина печери становить 170 м. Категорія складності проходження ходів печери — 2А.